# Marzena Pollakówna
Marzena Pollakówna (ur. 6 października 1926 w Warszawie, zm. 20 listopada 1971 w Poznaniu) – historyk mediewista, badaczka dziejów Prus.

## Życiorys
Absolwentka historii na UW. Doktorat na Uniwersytecie Poznańskim w 1951 pod kierunkiem Henryka Łowmiańskiego. Pracownik KUL do 1960 roku, następnie związana z Instytutem Historii PAN. Habilitacja w 1966.

## Publikacje
- Osadnictwo Warmii w okresie krzyżackim, Poznań: Instytut Zachodni 1953.
- Kronika Piotra z Dusburga, Wrocław: Zakład Narodowy im. Ossolińskich Wydawnictwo PAN 1968.